# 蒲奴
蒲奴（呉音：ぶぬ、漢音：ほど、拼音：Púnú、生没年不詳）は、中国後漢時代の匈奴の単于。呼都而尸道皋若鞮単于の子で、烏達鞮侯の弟。姓は攣鞮氏。南匈奴が独立したため、北匈奴の初代単于となる。

## 生涯
天鳳5年（18年）、父の呼都而尸道皋若鞮単于は即位するなり、異母弟である右谷蠡王の伊屠知牙師を殺し、子の烏達鞮侯を左賢王に任命した（これが南北分裂の遠因となる）。
建武22年（46年）、呼都而尸道皋若鞮単于が死去し、兄の烏達鞮侯が即位すると、蒲奴は左賢王に任ぜられた。しかし、まもなくして烏達鞮侯も亡くなったので、蒲奴が単于に即位した。
時に匈奴では旱魃と蝗害の被害が相次ぎ、草木がすべて枯れ、国民の3分の2が死亡するという大飢饉に見舞わされた。それまでの匈奴は新興政権の後漢に対して傲慢な態度で接し、その辺境を荒らしまわっていたが、ここにきて蒲奴は漢がこの疲弊に乗じて攻めてくるかもしれないと恐れ、使者を漁陽まで派遣して和親を求めた。
建武23年（47年）、右薁鞬日逐王の比は西河太守のもとに来て降附を申し出た。この時、呼都而尸道皋若鞮単于の時代から比を監視していた2人の骨都侯は、比の謀反を察知し、5月の龍祠（匈奴の集会）に参列した際に、そのことを単于蒲奴に報告して比の誅殺を求めた。しかし、このことが比に漏れ、比は先に4～5万の兵を招集して待ち構えていた。これに対し単于蒲奴は1万騎を派遣して比を撃たせたが、数が違いすぎるので引き返した。
建武24年（48年）冬、右薁鞬日逐王の比は南辺八部の大人（たいじん：部族長）たちに推戴され、呼韓邪単于と称して（本当の単于号は醢落尸逐鞮単于）南匈奴を建国し、後漢を味方につけた。
建武25年（49年）春、醢落尸逐鞮単于は弟である左賢王の莫の兵1万余を派遣して、蒲奴の弟である薁鞬左賢王を撃ってこれを生け捕った。莫はさらに北匈奴の単于庭（本拠地）を破り、その民衆1万余人、馬7千匹、牛・羊1万頭を奪い、北単于の蒲奴を1千余里も遁走させた。
建武26年（50年）、匈奴における蒲奴の権威は失墜し、その配下の多くが南匈奴へ流れて行った。冬、以前南匈奴から脱走して来た5人の骨都侯の子らが、また南匈奴に戻ろうとしたので、蒲奴はこれを追撃したが、南匈奴の迎撃に遭い、敗走した。蒲奴はその後、漢人奴隷の多くを返還し、漢にだけは善意を示そうと考えた。
その後連年、北匈奴は漢に使者を送って和親を請うたが、適当にあしらわれるだけで、進展しなかった。

## 参考資料
- 『漢書』（匈奴伝下）
- 『後漢書』（南匈奴列伝）